# Atikonak River
Der Atikonak River ist ein Fluss im Südosten der Labrador-Halbinsel in der kanadischen Provinz Neufundland und Labrador.

## Flusslauf
Der Atikonak River befindet sich im Einzugsgebiet des Churchill River. Seinen Ursprung bildet der 604 m hoch gelegene See Lac Assigny. Er durchfließt anfangs den östlich gelegenen See Lac Fleur-de-May und fließt anschließend noch 40 km nach Osten, bevor er sich nach Norden wendet. Der Atikonak River durchfließt den Atikonak Lake in nördlicher Richtung. In diesen mündet von Westen kommend der Kepimits River. Unterhalb des Atikonak Lake fließt der Atikonak River noch 40 km in nördlicher Richtung, bevor er in das Ossokmanuan Reservoir mündet. Davor passiert er noch den See Panchia Lake. Vor Errichtung der beiden Stauseen Ossokmanuan Reservoir und Smallwood Reservoir durchfloss der Atikonak River im Unterlauf den Ossokmanuan Lake und den Gabbro Lake und mündete schließlich in den Lobstick Lake. Die Flusslänge des Atikonak River bis zur Einmündung in das Ossokmanuan Reservoir beträgt etwa 270 km. Dabei entwässert er ein Areal von 15.450 km².

## Hydrologie
Am Pegel oberhalb des Panchia Lake beträgt der mittlere Abfluss 304 m³/s. Im Juni führt der Fluss die größte Wassermenge mit im Mittel 845 m³/s.